# قائمة مديري كلمات المرور
تتضمن هذه القائمة أسماء أبرز مديري كلمات المرور المذكورين في مقالات ويكيبيديا مخصصة.

## معلومات اساسية
| الاسم                          | الرخصة                           | دعم أنظمة التشغيل                                                         | تكاملات المتصفحات                                                      | تنسيق العمل                               |
| ------------------------------ | -------------------------------- | ------------------------------------------------------------------------- | ---------------------------------------------------------------------- | ----------------------------------------- |
| بت واردن [الإنجليزية]          | جنو أفيرو العمومية، جنو العمومية | لينكس، أندرويد، آي أو إس، ماك أو إس، ويندوز                               |                                                                        | تطبيق محليّ مع مزامنة سحابيَّة               |
| باسورد 1                       | احتكاري                          | لينكس، أندرويد، آي أو إس، ماك أو إس، ويندوز                               |                                                                        | تطبيق محليّ مع مزامنة سحابيَّة               |
| مدير كلمات مرور جوجل           | احتكاري                          |                                                                           |                                                                        | مبني على السحابة                          |
| فيرفوكس لوكوايز [الإنجليزية]   | موزيلا العمومية                  | متعدد المنصات (إضافة للمتصفحات وتطبيق للجوال)                             |                                                                        | مبني على السحابة                          |
| سلسلة مفاتيح جنوم [الإنجليزية] | جنو العمومية                     | شبيه يونكس                                                                | تكامُلات مع جنوم ويب وكروميوم، أما في فيرفوكس فعن طريق إضافات غير رسميَّة | تطبيق محليّ                                |
| كي باس                         | جنو العمومية                     | وندوز (تكيُفات غير رسمية: لينكس، أندرويد، آي أو إس، ماك أو إس، ويندوز فون) | باستخدام الإدخال-التلقائي                                              | تطبيق محليّ مع تزامن محليّ أو سحابي اختياري |
| كب باس اكس [الإنجليزية]        | جنو العمومية                     | لينكس، ماك أو إس، ويندوز                                                  | باستخدام الإدخال-التلقائي                                              | تطبيق محليّ مع تزامن محليّ أو سحابي اختياري |
| كي باس إكس سي                  | جنو العمومية                     | لينكس، ماك أو إس، ويندوز                                                  |                                                                        | تطبيق محليّ مع تزامن محليّ أو سحابي اختياري |

## اقرأ أيضا
- مدير كلمة المرور
- إجهاد كلمة المرور [الإنجليزية]
- رمز الأمان
- بطاقة ذكية
- التَّعمِيَة

## فهرس
- Neil J. Rubenking (7 فبراير 2020). "The Best Password Managers for 2020". PC Magazine. مؤرشف من الأصل في 2021-04-21.
- Pogue، David (5 يونيو 2013). "Remember All Those Passwords? No Need". نيويورك تايمز. مؤرشف من الأصل في 2023-02-21. اطلع عليه بتاريخ 2019-12-08.